# Hamza Zakkar
Hamza Zakkar, né le 14 août 1986, est un footballeur tunisien évoluant au poste de défenseur.

## Carrière
- janvier 2008-juillet 2009 : Club athlétique bizertin (Tunisie)
- juillet 2009-juillet 2010 : El Gawafel sportives de Gafsa (Tunisie)
- juillet 2010-août 2012 : Stade tunisien (Tunisie)
- août 2012-août 2013 : Stade gabésien (Tunisie)
- août 2013-juillet 2014 : La Palme sportive de Tozeur (Tunisie)
- juillet 2014-juillet 2017 : Jeunesse sportive kairouanaise (Tunisie)
- juillet 2017-août 2019 : Étoile olympique de Sidi Bouzid (Tunisie)
- depuis août 2019 : Club sportif de Menzel Bouzelfa (Tunisie)